# Vignory
Vignory est une commune française située dans le département de la Haute-Marne, en région Grand Est.

### Localisation

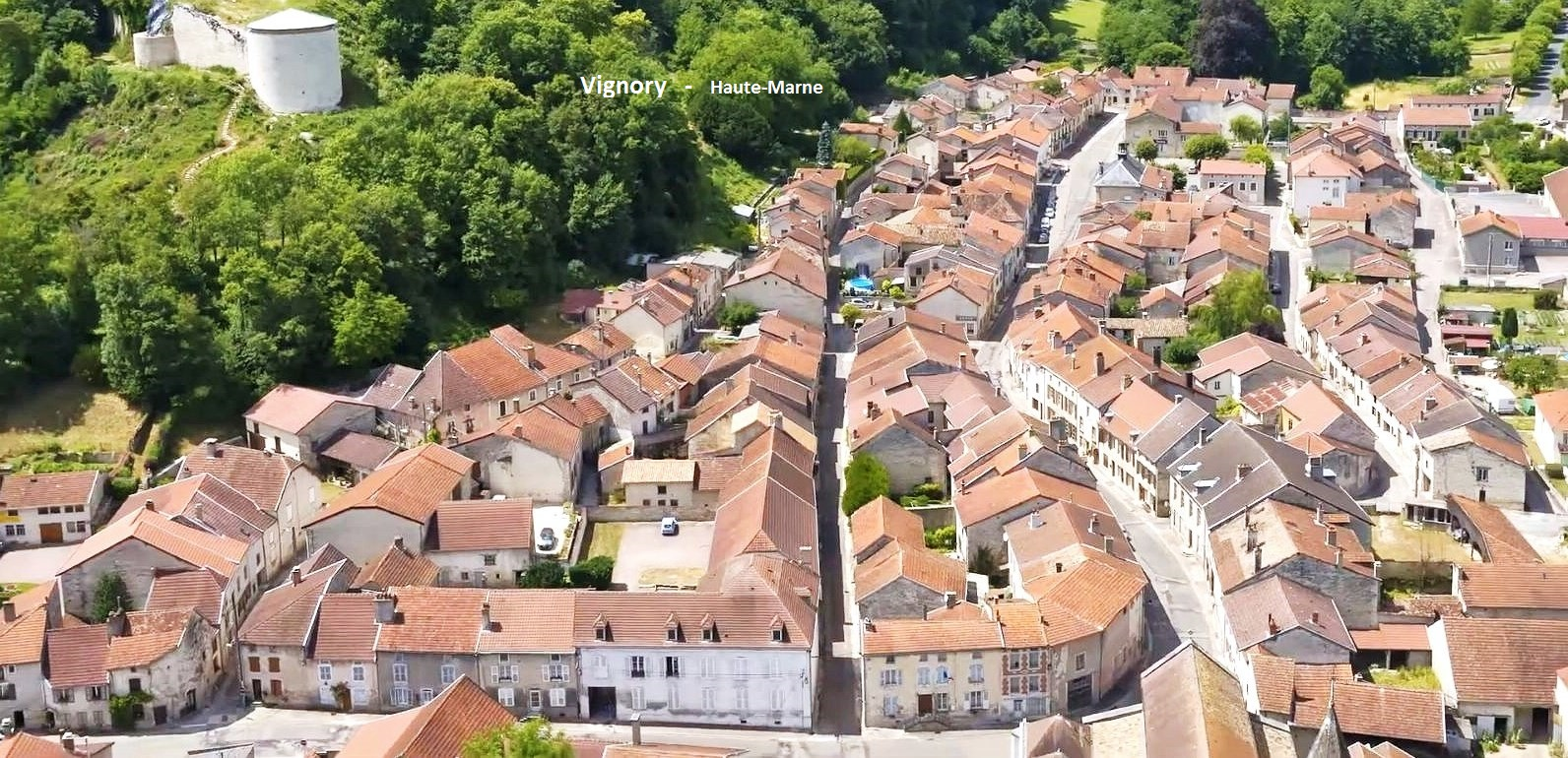
Vue générale.de Vignory

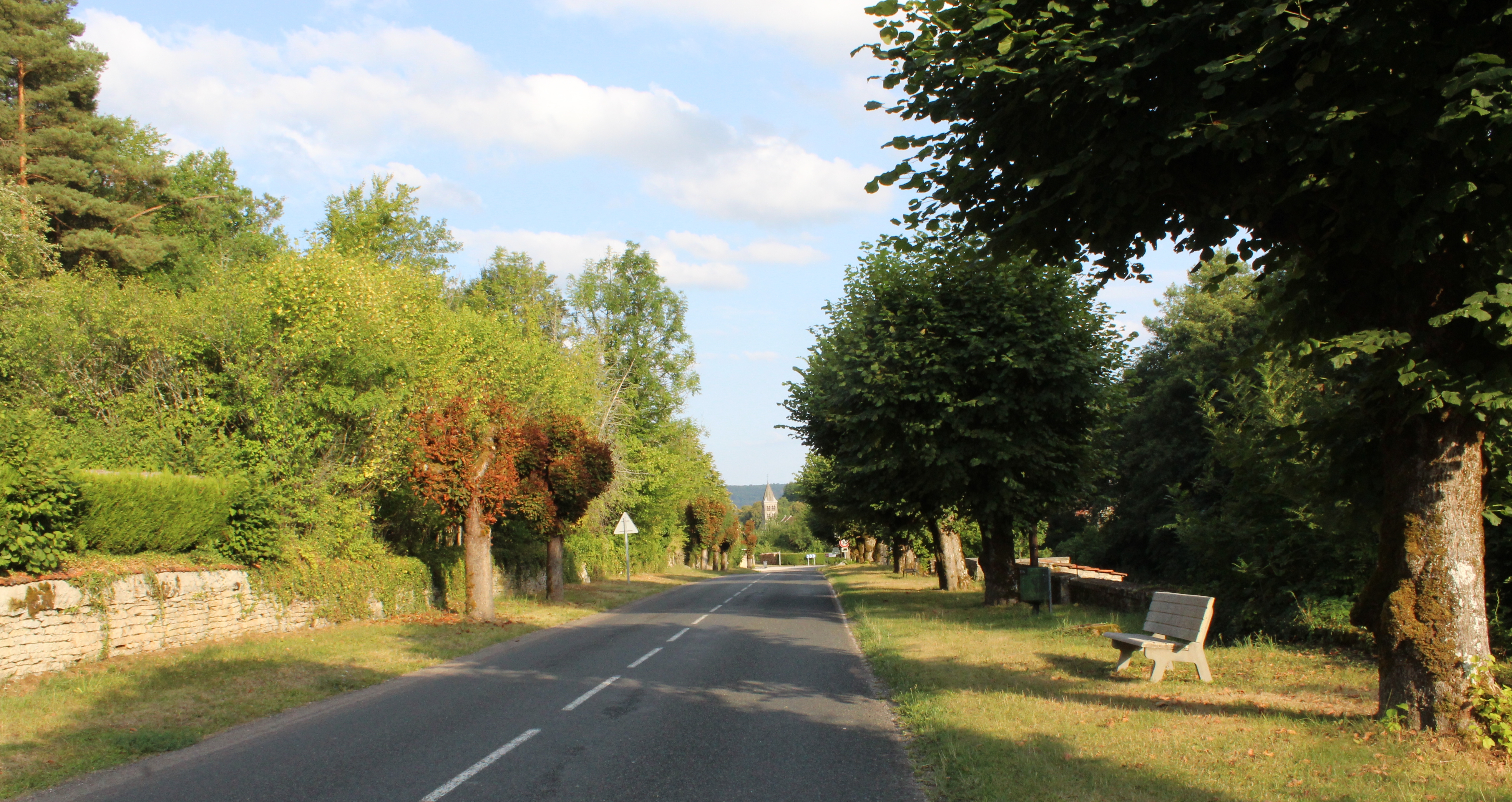
Entrée du village depuis la route de Marbéville.

## Géographie

### Hydrographie
La commune est dans la région hydrographique « la Seine de sa source au confluent de l'Oise (exclu) » au sein du bassin Seine-Normandie. Elle est drainée par la Marne, la Combe de Ribévaux et le Rigolot,.
La Marne  prend sa source sur le plateau de Langres, dans la commune de Saints-Geosmes (Haute-Marne) et se jette dans la Seine entre Charenton-le-Pont et Alfortville (Val-de-Marne) dans le quartier de Conflans-l'Archevêque.

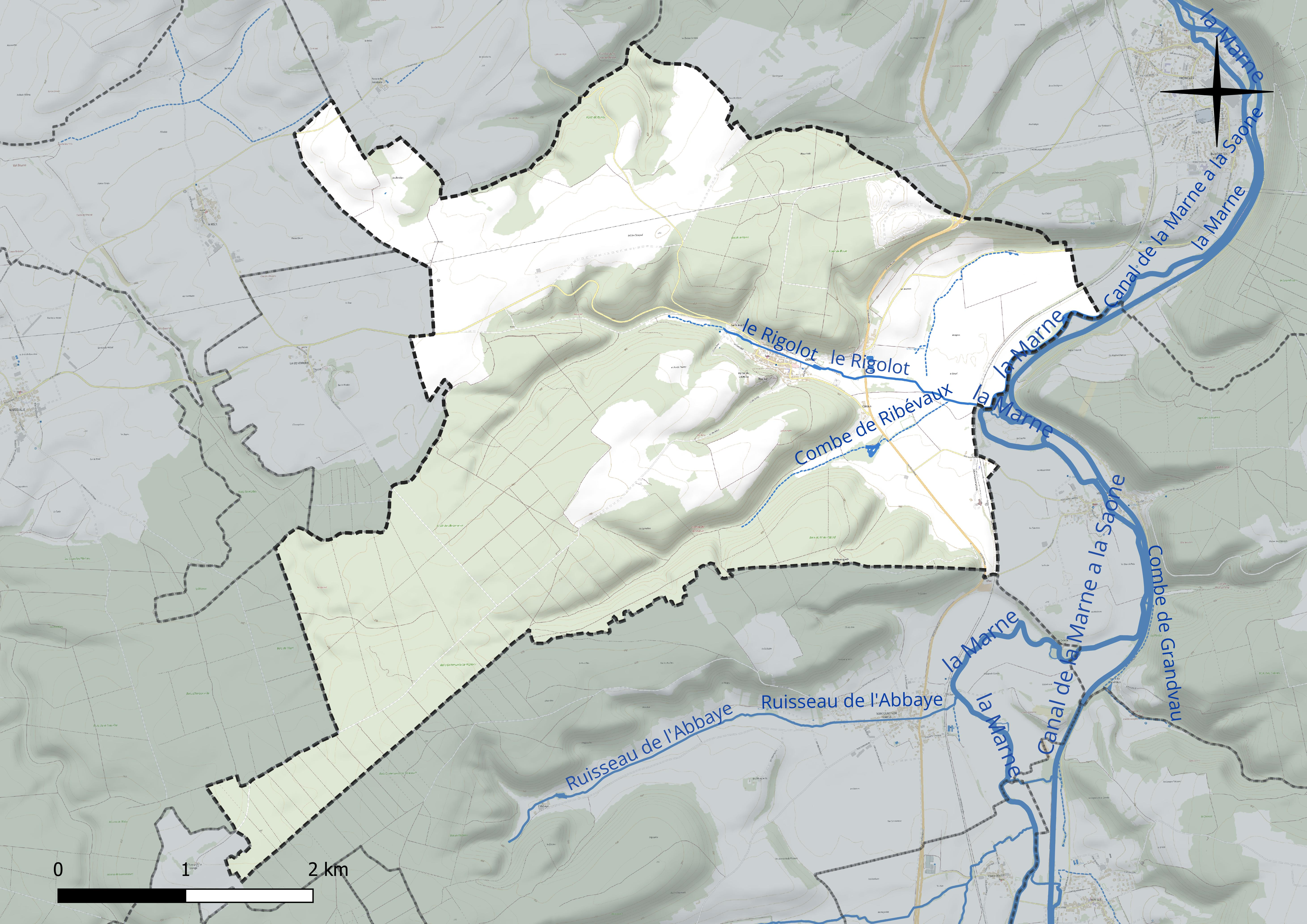
Réseau hydrographique de Vignory.

### Climat
Pour des articles plus généraux, voir Climat du Grand Est et Climat de la Haute-Marne.
En 2010, le climat de la commune est de type climat de montagne, selon une étude du Centre national de la recherche scientifique s'appuyant sur une série de données couvrant la période 1971-2000. En 2020, Météo-France publie une typologie des climats de la France métropolitaine dans laquelle la commune est exposée à un climat océanique altéré et est dans la région climatique Lorraine, plateau de Langres, Morvan, caractérisée par un hiver rude (1,5 °C), des vents modérés et des brouillards fréquents en automne et hiver.
Pour la période 1971-2000, la température annuelle moyenne est de 10 °C, avec une amplitude thermique annuelle de 16,1 °C. Le cumul annuel moyen de précipitations est de 985 mm, avec 13,4 jours de précipitations en janvier et 9,6 jours en juillet. Pour la période 1991-2020, la température moyenne annuelle observée sur la station météorologique de Météo-France la plus proche, « Blécourt », sur la commune de Blécourt à 11 km à vol d'oiseau, est de 10,8 °C et le cumul annuel moyen de précipitations est de 879,6 mm. 
La température maximale relevée sur cette station est de 40,2 °C, atteinte le 25 juillet 2019 ; la température minimale est de −18 °C, atteinte le 20 décembre 2009,,.
Les paramètres climatiques de la commune ont été estimés pour le milieu du siècle (2041-2070) selon différents scénarios d'émission de gaz à effet de serre à partir des nouvelles projections climatiques de référence DRIAS-2020. Ils sont consultables sur un site dédié publié par Météo-France en novembre 2022.

## Urbanisme

### Typologie
Au 1er janvier 2024, Vignory est catégorisée commune rurale à habitat dispersé, selon la nouvelle grille communale de densité à sept niveaux définie par l'Insee en 2022.
Elle est située hors unité urbaine. Par ailleurs la commune fait partie de l'aire d'attraction de Chaumont, dont elle est une commune de la couronne,. Cette aire, qui regroupe 112 communes, est catégorisée dans les aires de 50 000 à moins de 200 000 habitants,.

### Occupation des sols
L'occupation des sols de la commune, telle qu'elle ressort de la base de données européenne d’occupation biophysique des sols Corine Land Cover (CLC), est marquée par l'importance des forêts et milieux semi-naturels (62,3 % en 2018), en diminution par rapport à 1990 (63,5 %). La répartition détaillée en 2018 est la suivante : 
forêts (62,3 %), terres arables (29,5 %), prairies (5,9 %), mines, décharges et chantiers (1,1 %), zones agricoles hétérogènes (1,1 %). L'évolution de l’occupation des sols de la commune et de ses infrastructures peut être observée sur les différentes représentations cartographiques du territoire : la carte de Cassini (XVIIIe siècle), la carte d'état-major (1820-1866) et les cartes ou photos aériennes de l'IGN pour la période actuelle (1950 à aujourd'hui).

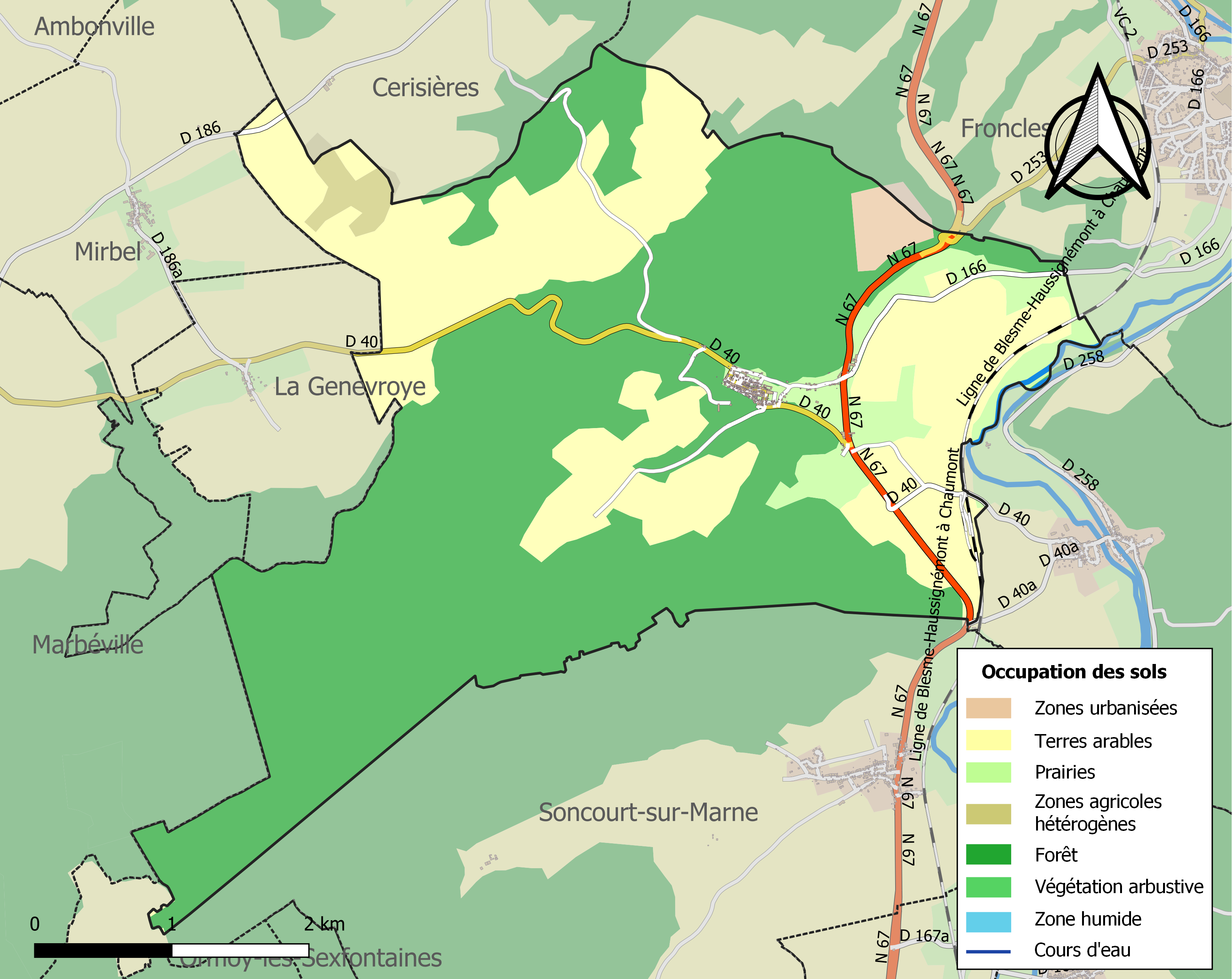
Carte des infrastructures et de l'occupation des sols de la commune en 2018 (CLC).

## Histoire
La première mention du nom de Vignory remonte à 815, date à laquelle Charlemagne donnerait la terre de Vignory à l'abbaye de Luxeuil.
Vignory était à l'origine une seigneurie démembrée de l'ancien comté de Bologne.
Au début du XIe siècle, Guy Ier, premier seigneur attesté à Vignory, fait construire l'église Saint-Etienne, puis le château de Vignory. Son fils Roger de Vignory († avant 1079) achève l'édification de l'église et fonde le prieuré Bénédictin de saint-Étienne vers 1049. Il épouse en 2e noces vers 1042, Adèle de Bar-sur-Aube, fille de Nocher III, comte de Bar-sur-Aube.
Le village fut placé sous la souveraineté du comte de Bourgogne jusqu'à la fin du XIIe siècle, il passa par la suite au comté de Champagne.
Au XIIIe siècle, Gautier Ier, 7e seigneur de Vignory, fait construire des murailles autour de son village afin de protéger les habitants d'éventuelles attaques. La commune de Vignory est créée en 1319, après l'affranchissement concédé par le seigneur Jean de Dampierre.
Pendant toute l'époque médiévale Vignory fut le plus important bourg de la région. Il était doté d'une administration complète (bailli, prévôt, lieutenant de justice...) et de nombreux équipements (trois hôpitaux, des moulins, deux fours, des halles...).

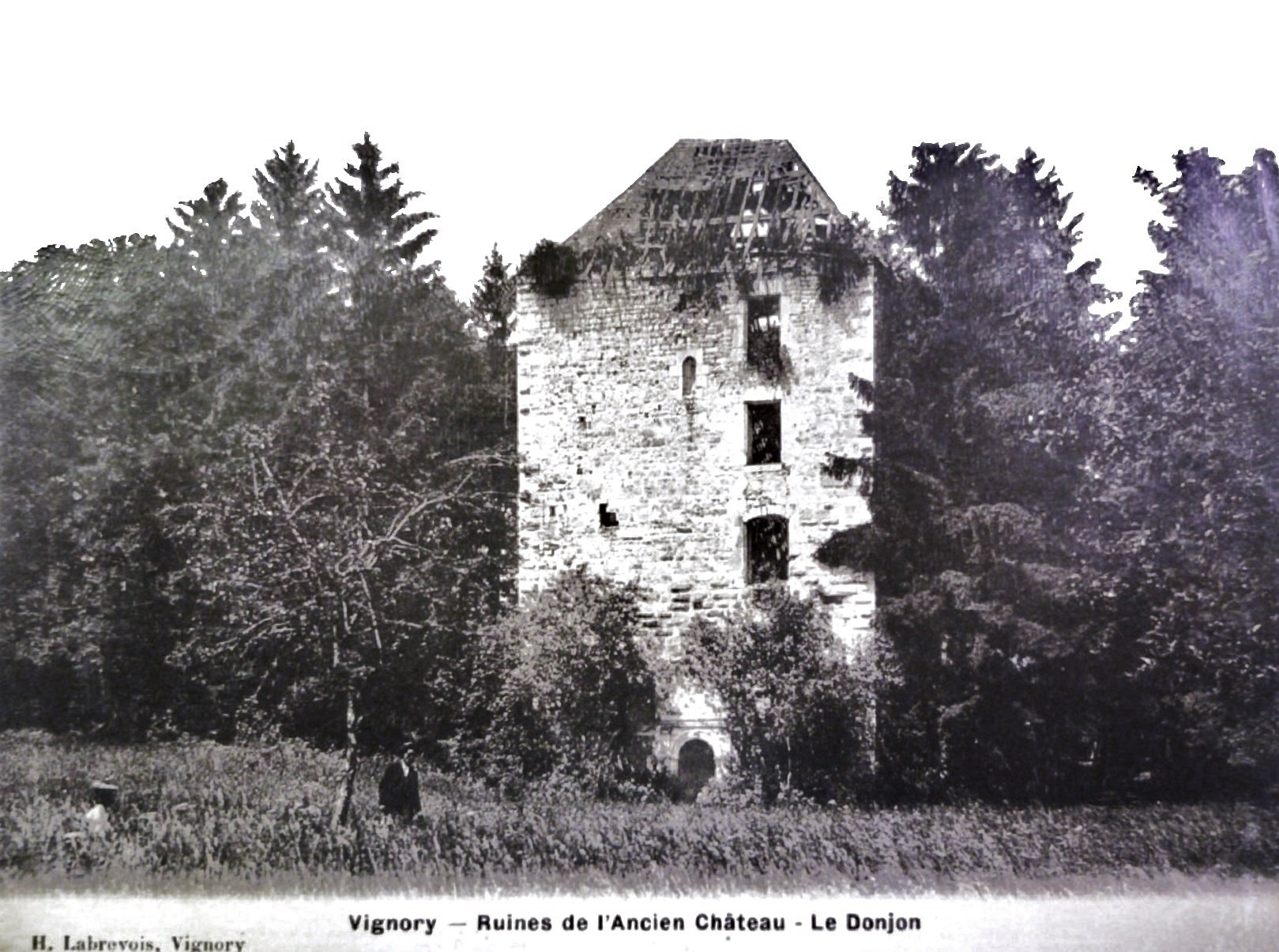
vue ancienne des ruines du Château

Au début du XVe siècle, la seigneurie de Vignory est récupérée en majeure partie par Jean IV de Vergy, qui en hérite moitié de sa mère Isabelle von Rappoltstein, dite aussi Isabelle de la Haute-Ribeaupierre, et l'autre moitié de sa tante Jeanne von Rappoltstein, ainsi que divers droits pas son grand-père. Le château de Vignory est alors en fort mauvais état, aussi Jean projette d'en faire relever les remparts mais n'en a pas les moyens financiers. En 1416, il passe un accord avec les habitants de la ville pour leur aide, en échange de quoi il s'engage à leur bailler annuellement la somme de 100 écus d'or et à leur abandonner pendant trois ans la somme de 24 livres qu'ils lui devaient pour le ban du vin.
Au XVIe siècle, cette seigneurie appartenait à la puissante famille d'Amboise.
Les XVIIe et XVIIIe siècles ont vu l'essor économique et démographique de la commune. Le village comptait près de mille habitants en 1773 dont la plupart vivaient du commerce de la confection (bonneterie, chapeaux, cordonnerie, tannerie...) et de nombreuses auberges, hostelleries (le village était situé sur l'ancien axe Chaumont - Joinville).
Deux épidémies de choléra (en 1832 et en 1854) réduisirent la population à 552 habitants en 1892. La déviation de l'axe Chaumont - Joinville entraîna la chute de toutes les activités, qui aggrava la dépopulation. Ce phénomène s'est poursuivi tout au long du XXe siècle pour aboutir à la situation actuelle ou le dernier recensement ne fait plus état que de 307 habitants.

## Politique et administration

### Liste des maires
| Période                                  | Période   | Identité             | Étiquette | Qualité             |
| ---------------------------------------- | --------- | -------------------- | --------- | ------------------- |
| Les données manquantes sont à compléter. |           |                      |           |                     |
| Mars 1983                                | Mars 2001 | Fernande Meye        |           |                     |
| Mars 2001                                | Mars 2008 | Denis Durupt         | PS        |                     |
| Mars 2008                                | Mai 2020  | Francis Majorkiewiez |           |                     |
| Mai 2020                                 | En cours  | Étienne Marasi       | LR        | Conseiller régional |

## Population et société

### Démographie
L'évolution du nombre d'habitants est connue à travers les recensements de la population effectués dans la commune depuis 1793. Pour les communes de moins de 10 000 habitants, une enquête de recensement portant sur toute la population est réalisée tous les cinq ans, les populations de référence des années intermédiaires étant quant à elles estimées par interpolation ou extrapolation. Pour la commune, le premier recensement exhaustif entrant dans le cadre du nouveau dispositif a été réalisé en 2006.

En 2022, la commune comptait 219 habitants, en évolution de −11,69 % par rapport à 2016 (Haute-Marne : −4,62 %, France hors Mayotte : +2,11 %).
| 1793  | 1800  | 1806 | 1821 | 1831 | 1836 | 1841 | 1846 | 1851 |
| ----- | ----- | ---- | ---- | ---- | ---- | ---- | ---- | ---- |
| 1 010 | 1 169 | 978  | 844  | 797  | 767  | 768  | 732  | 718  |

| 1856 | 1861 | 1866 | 1872 | 1876 | 1881 | 1886 | 1891 | 1896 |
| ---- | ---- | ---- | ---- | ---- | ---- | ---- | ---- | ---- |
| 736  | 637  | 620  | 581  | 591  | 576  | 586  | 547  | 519  |

| 1901 | 1906 | 1911 | 1921 | 1926 | 1931 | 1936 | 1946 | 1954 |
| ---- | ---- | ---- | ---- | ---- | ---- | ---- | ---- | ---- |
| 482  | 461  | 452  | 434  | 404  | 515  | 488  | 523  | 461  |

| 1962 | 1968 | 1975 | 1982 | 1990 | 1999 | 2006 | 2011 | 2016 |
| ---- | ---- | ---- | ---- | ---- | ---- | ---- | ---- | ---- |
| 480  | 445  | 437  | 385  | 335  | 307  | 298  | 268  | 248  |

| 2021 | 2022 | - | - | - | - | - | - | - |
| ---- | ---- | - | - | - | - | - | - | - |
| 224  | 219  | - | - | - | - | - | - | - |

## Culture locale et patrimoine

### Lieux et monuments

#### Le château
Les vestiges du château de Vignory, bâti au début du XIe siècle par Guy Ier de Vignory.

#### L'église Saint-Étienne

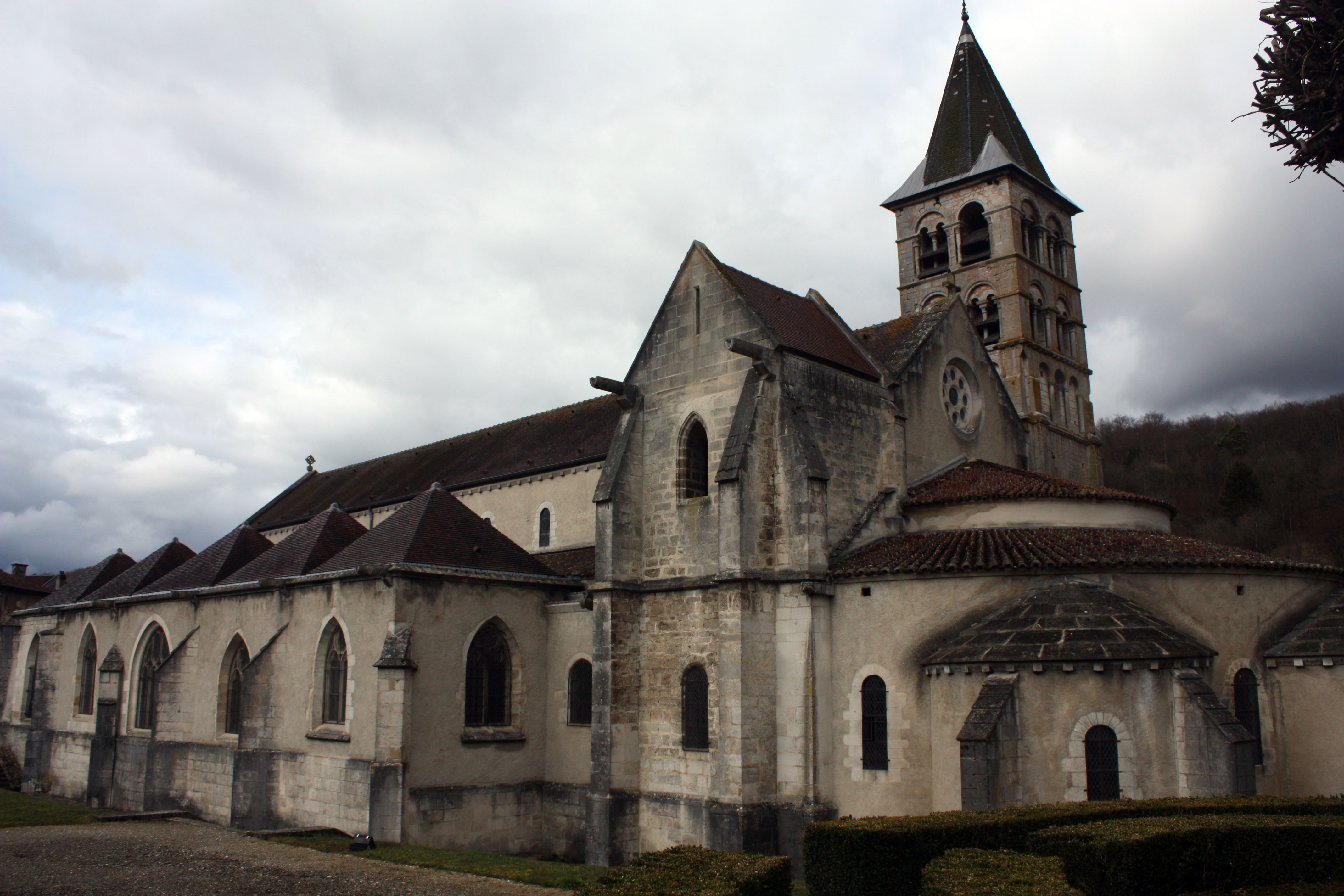
L'église vue du jardin.

L'église Saint-Étienne de Vignory, consacrée à saint Étienne est un exemple rare et remarquable de transition de l'architecture carolingienne au style roman. La première pierre a été posée en 1032, par la volonté de Guy de Vignory, premier seigneur du nom. L'église Saint-Étienne est l'un des rares édifices du Nord de la France du tout début de l'ère romane qui a traversé l'histoire sans avoir subi de profonds remaniements (à l’exception d’ajout, aux XVe – XVIe siècles, de cinq chapelles ouvrant sur le bas-côté sud de l’édifice).

#### Le lavoir

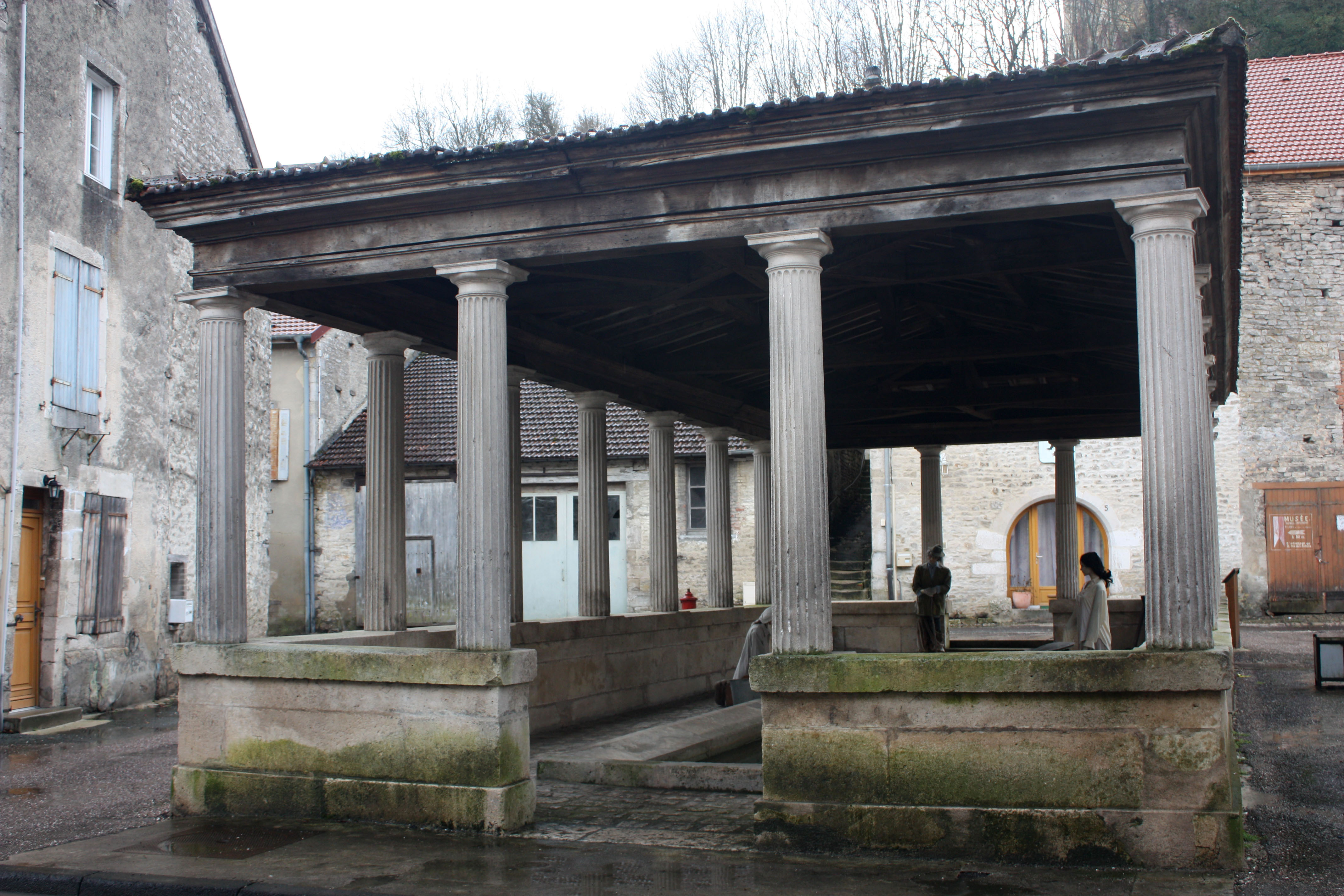
Le lavoir.

En 1832, la fontaine du village fut démolie et remplacée par la grande halle d’un nouveau lavoir dressé selon les plans de l’architecte Chaussier de Chaumont. Bien que terminé dès 1833, l’édifice ne fut réceptionné qu’en 1840 à la suite d'un litige concernant la fourniture de pompes hydrauliques.
Avec son ordonnancement de 20 colonnes posées sur un solide muret de pierre de taille, cette grande halle, ouverte sur ses quatre côtés, s’apparente à un véritable temple à péristyle toscan. Quant aux colonnes d’ordre dorique, leurs cannelures furent taillées à la ripe et passées ensuite au grès pour être adoucies comme de la marbrerie.
Le toit à pans peu marqués est recouvert de tuiles mécaniques posées sur un tavillon de planches. La charpente qui s’appuie sur une corniche en bois quelque peu ouvragée est constituée de trois fermes ; une relativement simple au centre et deux un peu plus sophistiquées aux extrémités afin de soutenir les croupes du toit. L’intérieur, pavé de moellons, ne présente qu’un seul bassin rectangulaire d’environ 10 m par 2 m alimenté en continu par une source dont on peut voir la rigole d’amenée (pas de bassin de rinçage dans la mesure où le courant de la source permet l’évacuation continue de l’eau de lavage). 
Ce lavoir se situe face à un imposant bâtiment qui abritait jadis l’un des deux hôtels du village à savoir l’hôtel de la Croix Verte. À noter la présence de mannequins en costume d'époque qui contribuent à recréer l'atmosphère d'antan.

#### Croix de cimetière
La Croix de cimetière de Vignory, du XVIe siècle, classé monument historique en 1903.

### Personnalités liées à la commune
- Colin Muset, trouvère.
- Edme Larcher (1757-1842) homme politique et député né dans la commune

### Héraldique
| Armes de Vignory | Les armes de Vignory se blasonnent ainsi : de gueules aux six burelles d'argent. |